# Frank Kabui
Frank Ofagioro Kabui (ur. 20 kwietnia 1946) – polityk z Wysp Salomona. Gubernator generalny od 7 lipca 2009 do 7 lipca 2019. 
Frank Kabui pochodzi z wyspy Malaita. W 1975 r. ukończył prawo na Uniwersytecie Papui-Nowej Gwinei (University of Papua New Guinea). W przeszłości zajmował stanowisko sędziego Sądu Najwyższego Wysp Salomona oraz przewodniczącego Komisji Reformy Prawa.
15 czerwca 2009 Parlament Narodowy Wysp Salomona wybrał Franka Kabui nowym gubernatorem generalnym. Jego kandydaturę poparło 30 z 45 deputowanych. Jego konkurenci, przewodniczący Komisji Służb Publicznych Edmund Andersen oraz urzędujący gubernator generalny Nathaniel Waena, uzyskali odpowiednio 8 i 7 głosów poparcia. Frank Kabui objął urząd 7 lipca 2009.